# Golden Axe
Golden Axe är ett TV-spel till bland annat Sega Mega Drive och Sega Master System från 1989. Spelet är det första i serien.

## Handling
Golden Axe utspelar sig i Yuria, ett fiktivt medeltida land där en ond varelse kallad Death Adder har tillfångatagit Yurias kung och dennes dotter samt stulit den gyllene yxan. Spelaren har tre karaktärer att välja mellan, Ax Battler, Gilius Thunderhead och Tyris Flare. Förutom att använda sin karaktärs specifika vapen kan man också kasta trollformler. Under spelets gång möter man flera olika typer av fiender som skelett och riddare.  
Spelet har både ett storyläge och ett duelläge, där man kan möta fiender i olika svårighetsnivåer eller möta en annan spelare. I duelläget kan man varken återfå hälsa eller använda magi.

### Fotnoter
1. ↑  ”Golden Axe” (på engelska). Mobygames. 17 mars 1989. https://www.mobygames.com/game/golden-axe. Läst 7 mars 2017.